# Мария де лас Мерседес Бурбон-Сицилийская
Мари́я де лас Мерсе́дес Кристи́на Хена́ра Исабе́ль Луи́са Кароли́на Викто́рия де То́дос лос Са́нтос Бурбо́н и Орлеа́н, графиня Барсело́нская (исп. María de las Mercedes Cristina Genara Isabel Luisa Carolina Victoria de Todos los Santos de Borbón y Orleans; 23 декабря 1910[…], Мадрид — 2 января 2000[…], Лансароте, Канарские острова) — принцесса из дома Сицилийских Бурбонов, супруга претендента на испанский престол инфанта Хуана, графа Барселонского, четвёртого сына короля Альфонсо XIII, мать короля Испании Хуана Карлоса I.

## Биография
Мария была дочерью принца Карлоса Бурбон-Сицилийского, инфанта Испании, внука короля Фердинанда II, и его второй жены, принцессы Луизы Орлеанской, дочери принца Филиппа, графа Парижского, претендента на французский престол. С рождения она имела титул инфанты Испании (хотя и не использовала его) и принцессы Бурбон-Сицилийской. Её семья переехала в Севилью, когда её отец стал военным капитаном провинции. Когда началась Вторая Испанская Республика, их заставили уехать. Они жили в Каннах, а затем в Париже, где она изучала искусство в Лувре.
14 января 1935 года она присутствовала в Риме на свадьбе инфанты Беатрисы, дочери Альфонса XIII. Здесь она познакомилась со своим троюродным братом и будущим мужем, братом невесты, инфантом Хуаном, графом Барселонским, четвертым сыном Альфонса XIII. Они поженились в Риме 12 октября 1935 года. Когда её муж принял королевский титул графа Барселоны в 1942 году, Мария получила титул графини Барселоны.
У них было четверо детей:
- 1. Инфанта Пилар, герцогиня Бадахосская (1936—2020)
- 2. Король Хуан Карлос I (р. 1938)
- 3. Инфанта Маргарита, герцогиня Сория и Эрнани (р. 1939)
- 4. Инфант Альфонсо (1941—1956)

Они жили в Каннах и Риме, а с началом Второй мировой войны, они переехали в Лозанну, чтобы жить с королевой Викторией Евгенией, матерью Хуана. После этого они проживали в Эшториле в Португалии.
В 1976 году, через год после восстановления монархии в Испании, когда королём Испании стал её сын, они вернулись в Испанию. Она стала посредником между своим сыном и мужем, так как последний отказался возвращаться в Испанию. В 1977 году Хуан отказался от своих прав на престол Испании в пользу своего сына, который официально разрешил ему сохранить титул графа Барселонского.
Мария сломала бедро в 1982 году и левую бедренную кость в 1985 году, что вынудило оставаться в инвалидном кресле всю оставшуюся жизнь. Овдовела в 1993 году.
Слыла пылкой поклонницей боевых быков и андалусской культуры. В 1995 году её внучка инфанта Елена вышла замуж в Севилье отчасти из-за любви графини к этому городу.
Удостоена титула 1171-й дамы Королевского ордена королевы Марии Луизы (4 марта 1929 года).
Инфанта умерла от сердечного приступа в королевской резиденции Ла-Марета на острове Лансароте, где королевская семья осталась на новогодние праздники. Она была похоронена с почестями королевы в королевском склепе монастыря Сан-Лоренцо дель Эскориал, недалеко от Мадрида.

## Титулы
- Её Королевское Высочество Принцесса Мария де лас Мерседес Бурбон-Сицилийская (1910—2000)
- Её Королевское Высочество Инфанта Мария Мерседес Испанская (1935—1942)
- Её Королевское Высочество Графиня Барселонская (1942—1993)
- Её Королевское Высочество Вдовствующая графиня Барселонская (1993—2000)

|                                                      |                                                                 |
| Герб супруги претендента на трон Испании (1941—1977) | Герб после отказа её супруга от трона и во вдовстве (1977—2000) |